# کوپیتنیک
کوپیتنیک (به بلغاری: Kopitnik) یک منطقهٔ مسکونی در بلغارستان است که در شهرستان چرنوچن واقع شده‌است.
 کوپیتنیک  ۵ نفر جمعیت دارد.